# Acanthoscelides submuticus
Acanthoscelides submuticus är en skalbaggsart som först beskrevs av Sharp 1885.  Acanthoscelides submuticus ingår i släktet Acanthoscelides och familjen bladbaggar. Inga underarter finns listade i Catalogue of Life.